# Przemysław Truściński
Przemysław Truściński pseudonimem Trust (ur. 15 grudnia 1970 w Siedlcach) – polski rysownik komiksowy i reklamowy, storyboardzista, studiował na wydziale grafiki łódzkiej ASP. 

## Twórczość
Truściński znany jest z komiksów prasowych, publikuje cykl Komiks W-wa w Gazecie Stołecznej (warszawski dodatek do Gazety Wyborczej), a jego komiksy drukowały takie tytuły, jak Machina, Newsweek, Playboy, TWIST, Plastik i Fakt, oraz pisma poświęcone fantastyce – Nowa Fantastyka Feniks i Talizman. Jego twórczość drukowały również magazyny komiksowe ("Komiks Forum", "Czas Komiksu", "Świat Komiksu", "KKK", "AQQ",), również te zagraniczne – "Aaargh!" (Czechy) i "Borderline UK" (W.Bryt.) oraz ziny.
Jako rysownik reklamowy pracował m.in. dla Nescafé, Pepsi i Radia PiN. Zbiór jego komiksów Trust – historia choroby ukazał się w 2003 r., ale były publikowane one także w antologiach tj. jak m.in. Wrzesień (Egmont Polska).
Truściński kilkakrotnie zdobywał nagrody na Międzynarodowym Festiwalu Komiksu w Łodzi. Jest także autorem graficznego projektu postaci Wiedźmina na potrzeby gry komputerowej.
W 2000 r. zorganizował wspólnie z Krajowym Centrum ds. AIDS konkurs i antologię komiksową pt. Komiks kontra AIDS.
Pracował przez pewien czas nad komiksem o ks. Jerzym Popiełuszce, a także nad komiksową wersją Wiedźmina na zamówienie firmy CD Projekt.
Jest twórcą projektu postaci Geralta, a także autorem słynnego medalionu wilka do kultowej gry „Wiedźmin” wydanej w 2007 przez CD Projekt Red.
28 sierpnia 2007 miała swoją premierę antologia komiksowa 44 wydana przez Muzeum Powstania Warszawskiego. Nad doborem scenarzystów i rysowników czuwał Przemysław Truściński, który objął funkcję dyrektora artystycznego całego projektu. W antologii znalazł się też jego własny komiks pt. Ocalenie Niobe (scen. Tomasz Kołodziejczak). Truściński wykonał wcześniej mural na zamówienie Muzeum Powstania.
Truściński jest dyrektorem artystycznym "Konkursu na komiks o Powstaniu Warszawskim" organizowanego rokrocznie przez Muzeum Powstania.
W październiku 2010 r. Przemysław Truściński został uhonorowany odznaką Zasłużony dla Kultury Polskiej. 31 lipca 2013 r. prezydent Bronisław Komorowski odznaczył Truścińskiego Srebrnym Krzyżem Zasługi "za zasługi na rzecz rozwoju kultury, za pielęgnowanie pamięci o najnowszej historii Polski".

### Albumy indywidualne
- 1995 – "Komiks Forum" (katalog wystawy indywidualnej)[8]
- 1997 – "Komiks Forum" (katalog wystawy indywidualnej)
- 2003 – "Trust – Historia choroby", Egmont Polska[9]
- 2007 – "Najczwartsza RP – Antylista Prezerwatora" (scenariusz Tobiasz Piątkowski), Gruner+Jahr Polska[10]
- 2009 – "Komiks W-wa" (scenariusz: Tomasz Kwaśniewski, Aleks Kłoś), Kultura Gniewu[11]
- 2011 – "Tymczasem" (scenariusz Grzegorz Janusz), Kultura Gniewu
- 2013 – "TRUST" – album towarzyszący wystawie indywidualnej, wyd. Timof i cisi wspólnicy oraz BWA Jelenia Góra, BWA Wrocław, BWA Zielona Góra
- 2017 – "Trust in Japan" (japońska wersja językowa) – katalog wystawy indywidualnej w Tokio, wyd. BWA Jelenia Góra
- 2017 – "Trust in Japan" (angielska wersja językowa) – katalog wystawy indywidualnej w Tokio, wyd. BWA Jelenia Góra
- 2020 – "Andzia" – album z ilustracjami do wierszy biskupa Piotra Mańkowskiego, wyd. timof comics

### Wydania zbiorowe, antologie (wybór)
- "Antologia komiksu polskiego", Egmont Polska 2000
- "Piekielne wizje", Mandragora 2003
- "Antologia komiksu polskiego. Wrzesień, wojna narysowana", Egmont Polska 2003
- "Antologia komiksu polskiego. Człowiek w probówce", Egmont Polska 2004
- "44", wyd. Muzeum Powstania Warszawskiego, sierpień 2007
- "Czas na komiks", wyd. Timof i cisi wspólnicy oraz wyd. BWA Jelenia Góra, BWA Zielona Góra, BWA Wrocław, sierpień 2010
- "Magma. La Bande Dessinée Polonaise contemporaine", wyd. BWA Jelenia Góra 2016
- "Memoria e narrazione. Il fumetto storico polacco", wyd. BWA Jelenia Góra 2017
- "La bande dessinée polonaise au SoBD à Paris", wyd. BWA Jelenia Góra 2019[12]
- "Польский комикс на фестивале «КомМиссия» в Москве", wyd. BWA Jelenia Góra 2020

### Ziny i magazyny komiksowe (wybór)
- "Czas komiksu – antologia", 1995 – 1999, wyd. Viking
- "Super Boom!", 1992 – 1994, wyd. Pracownia Grafiki Wydawniczej Super Boom
- "KRON", 1999, wyd. KRON
- "Kontra"

## Nagrody i wyróżnienia

### Międzynarodowy Festiwal Komiksu i Gier w Łodzi
- 1991 – 2 nagroda
- 1992 – 1 nagroda
- 1993 – Grand Prix za komiks "Piekło"

## Wystawy
- 1991 – OKTK, Kielce
- 1994 – "Komiksorama", Muzeum Karykatury, Warszawa
- 1995 – "Wystawa", ŁDK Łódź
- 1996 – "Grafika łódzka", BWA Płock
- 1997 – "Wystawa II", ŁDK Łódź
- 1998 – "Współczesny komiks polski 1991 – 1997", Muzeum Okręgowe, Toruń
- 2004 – "Komiks w Awangardzie", BWA Awangarda,Wrocław[13]
- 2004 – "Komiks na horyzoncie", BWA Awangarda, Wrocław[14]
- 2005 – "Pomysł na komiks", BWA Jelenia Góra[15]
- 2010 – "Ilustracja PL", Europejskie Centrum Muzyki i Sztuki Sinfonia Varsovia, Warszawa[16]
- 2010 – "Czas na komiks", BWA Jelenia Góra[17][18]
- 2010 – "Mistrzowie polskiego komiksu", MFKiG Łódź
- 2010 – "Czas na komiks", BWA Zielona Góra[19]
- 2011 – "Czas na komiks", Studio BWA Wrocław[20]
- 2011 – "Czas na komiks", Galeria Instytutu Polskiego w Bratysławie[21]
- 2011 – "Czas na komiks", Galeria Bielska BWA[22]
- 2011 – "Czas na komiks", Wałbrzyska Galeria Sztuki Biuro Wystaw Artystycznych "Zamek Książ"
- 2011 – "Wystawa komiksu polskiego w Tokio"[23]
- 2011 – "Czas na komiks", MFKiG Łódź
- 2012 – "Czas na komiks", MBWA Leszno[24]
- 2012 – "Ilustracja PL 2012" Soho Factory, Warszawa[25]
- 2012 – "Apokalipsa: What the Hell?!" inSPIRACJE, Szczecin[26]
- 2012 – "Czas na komiks", Galeria Sztuki im. Jana Tarasina w Kaliszu
- 2012 – "Komiks polski: historie w dymkach", Levinsky College of Education, Tel Awiw[27]
- 2012 – "Misterium", stary teatr Grand Hotelu, Łódź (w ramach 23. MFKiG)
- 2013 – "Nierealny świat", Galeria Komiksu i Ilustracji „Tymczasem we Wrocławiu”, Centrum Kultury Zamek w Leśnicy[28]
- 2013 – "TRUST", BWA Jelenia Góra[29]
- 2013 – "TRUST", BWA Awangarda,Wrocław[30]
- 2013 – "Maître de BD Polonais Przemyslaw TRUST Truscinski", Genewa
- 2013 – "Poles ApART: New Polish Comics & Graphic Novels", Międzynarodowy Festiwal Komiksowy "Comica", Windows Gallery przy Central Saint Martins College of Art and Design, Londyn[31]
- 2014 – "TRUST", BWA Zielona Góra
- 2014 – "TRUST", MBWA Leszno
- 2014 – "Gorzki to chleb jest polskość", BWA Jelenia Góra[32]
- 2015 – "TRUST", Galeria Instytutu Polskiego w Bratysławie
- 2016 – "Magma. La Bande Dessinée Polonaise contemporaine", Lieu d’Europe, Strasbulles – Festival Européen de la Bande Dessinée, Strasbourg[33]
- 2017 – "Memoria e narrazione. Il fumetto storico polacco", Napoli COMICON[34]
- 2017 – "Turboprorok", Muzeum Sztuki i Techniki Japońskiej "Manggha"[35]
- 2017 – "Komiksowa Polska", Stockholm International Comics Festival[36]
- 2017 – "Trust in Japan", Uplink, Tokio[37]
- 2017 – "Krajobraz z jeleniem", BWA Jelenia Góra[38]
- 2017 – "Pamięć i opowiadanie. Polski komiks historyczny", BWA Jelenia Góra[39]
- 2018 – "Pamięć i opowiadanie. Polski komiks historyczny", MBWA Leszno
- 2018/2019 – "Krzycząc: Polska! Niepodległa 1918", Muzeum Narodowe w Warszawie[40]
- 2019 – "Komiks polski na SoBD w Paryżu", Le Salon de la BD à Paris 2019[41]
- 2020 – "Slovo a obraz. Súčasný poľský komiks", Instytut Polski w Bratysławie[42]
- 2020/2021 – "Польский комикс на фестивале «КомМиссия» в Москве", Moskwa[43]
- 2022 – "La bande dessinée polonaise au Festival d'Angoulême", Angoulême[44]
- 2022 – "La bande dessinée polonaise à la Fête de la BD à Bruxelles", Bruksela[45]
- 2024 – "El cómic polaco aterriza en Barcelona", Comic Barcelona[46]
- 2025 – "El cómic polaco aterriza en España", Pałac Quintanar, Segowia[47]